# FK Dinamo Samarkand
Der FK Dinamo Samarkand ist ein 1960 gegründeter Fußballverein aus der usbekischen Stadt Samarkand. Der Verein spielt derzeit in der ersten Liga, der Uzbekistan Super League. Seit seiner Gründung hat der Verein viele Namensänderungen durchgemacht.

## Vereinsgeschichte
Dinamo war 1992 „Gründungsmitglied“ der neuen Usbekischen Liga. 1993 stieg man erstmals in die 2. Liga ab, ein zweites Mal 1997. Danach folgte die erfolgreichste Phase des Vereins in jüngerer Zeit. Als Aufsteiger belegte man 1999 den fünften Platz. Im Folgejahr dann die bis heute beste Platzierung mit dem vierten Platz zu Saisonende. Dazu kam der Einzug ins Pokalfinale 2000, was man aber klar mit 4:1 gegen den damaligen Meister FC Dustlik verlor. 2004 war man abermals sportlich abgestiegen. Lediglich der Punktabzug eines Ligakonkurrenten ermöglichte es Dinamo in der 1. Liga zu verbleiben. Die Saison 2008 beendete man auf einem 6. Platz, 2009 wurde man Achter.

## Stadion
Seine Heimspiele trägt der Verein im Olympiastadion aus. Das Stadion hat ein Fassungsvermögen von 12.000 Personen.

## Vereinserfolge
- Usbekischer Pokalfinalist: 2000[1]

- Usbekischer Zweitligavizemeister: 1994  ▲, 1998  ▲, 2023  ▲

## Namenshistorie
- 1960–1963: Dinamo Samarkand
- 1963–1967: Spartak Samarkand
- 1967–1968: Sogdiana Samarkand
- 1968–1970: FK Samarkand
- 1970–1976: Spartak Samarkand
- 1976–1991: Dinamo Samarkand
- 1991–1993: Marakanda Samarkand
- 1993–1997: Dinamo Samarkand
- 1997–1998: Afrosiab Samarkand
- 1998–2000: FK Samarkand
- 2000–2008: FK Samarkand-Dinamo
- 2008 PFK Dinamo Samarkand